# Ucraïna al Festival de la Cançó d'Eurovisió 2012
| Edició                   | 2012                  |
| Televisio(ns) implicades | NTU                   |
| Nom de la preselecció    | Per determinar        |
| Dates                    | 18 de febrer de 2012. |
| Format                   | Festival obert.       |
| Presentadors             | Per determinar        |
| Nombre de participants   | 22                    |

La televisió pública ucraïnesa torna a optar per un format de preselecció oberta.

## Organització
Qualsevol artista o compositor va poder enviar les seves propostes a la NTU a partir del 25 de novembre de 2011 fins al 20 de gener de 2012.

Posteriorment, un jurat de la cadena va triar els vint artistes que passaven a la final. Hi haurà, a més, dues invitacions: una serà pel guanyador del show Inter Channel's Show Number 1, i una altra posició a la final serà atorgada a la proposta més votada al portal d'internet Say.tv fins al 31 de gener de 2012. La final televisada tindrà lloc el 18 de febrer de 2012.

## Candidats
La NTU va anunciar els primers vint finalistes el 25 de gener de 2012:

- Shanis - Dream
- Lena Voloshina - Let it out
- Igor Tatarenko - You're my life
- Bondartxuk - I don't know why
- Oksana - Mondo blu
- 3Orange - New day
- Marietta - Rainbow
- Masha Shazonova & Tikhon Levchenko - I close to you
- Vitaly Galay - I want to love
- Olya Polyakova - Lepestok
- Marta - Sertse kaetskya
- Mihailo Gritskan - Ya tak iskal tebya
- Renata - Love in sunlight rays
- Matias - Proigray mne voynu
- Rapira - Get over
- Haitana - Be my guest
- Ulyana Rudakova - Ty ne odin
- Eduard Romanyuta - I'll never let go
- Andriy Bogomolets - Song to be announced
- Lyogkyi Flirt - Megamix